# Comuna Potokî, Katerînopil
Potokî (în ucraineană Потоки) este o comună în raionul Katerînopil, regiunea Cerkasî, Ucraina, formată din satele Kobîleanka și Potokî (reședința).

## Demografie
Componența lingvistică a comunei Potokî
     Ucraineană (96,68%)
     Rusă (2,43%)
     Alte limbi (0,66%)
Conform recensământului din 2001, majoritatea populației comunei Potokî era vorbitoare de ucraineană (96,68%), existând în minoritate și vorbitori de rusă (2,43%).